# داريو فيلانيلا
فرانسيسكو داريو فيلانيلا بريتو (بالإسبانية: Francisco Darío Villanueva Prieto)‏ (مواليد 5 يونيو 1950) هو منظر وناقد إسباني. وكان عضوًا في الأكاديمية الملكية الإسبانية منذ عام 2007، وشغل منصب مساعد الأمين العام للأكاديمية من ديسمبر 2009، ثم انتخب كمديرًا في 2014، حتى عام 2019.
وفيلانيلا هو بروفسيور بفقه اللغة في جامعة سانتياغو دي كومبوستيلا. وهو متخصص في النظريات الأدبية والأدب المقارن.